# Ников, Григорий Петрович
Григорий Петрович Ников (род. 28 июля 1924, село Нащи, Воронежская губерния (сейчас — Рязанская область)) — педагог, учёный, писатель. Кандидат педагогических наук (1970). Заслуженный деятель науки БАССР (1978). Автор книг «Нравственное воспитание детей в семье», «Воспитание гражданина», «Возвращение к нравственности», «Век светлых надежд и разочарований: воспоминания».
Участник Великой Отечественной войны.
Научный интерес вызван вопросами воспитания и профессиональной ориентации учащихся.
Брат — Н. П. Ников.
Скончался в 2016 году в городе Уфа.

## Образование
Выпускник школы № 1
Окончил Киевский педагогический институт (1952).

## Трудовая деятельность
В 1941—1942 работал в тресте «Башнефтестрой» (г. Ишимбай).
С 1955 — завуч, с 1956 — директор средней школы № 1, с 1959 — школы-интерната г. Салават.
С 1963 в Стерлитамакском педагогическом институте (с 1969 — проректор).
В 1973—2001 в БГПУ (до 1985 — завкафедрой педагогики и психологии).

## Награды
Ордена Отечественной войны 2-й степени (1945, 1985), Орден Красной Звезды (1944).